# Original (Encuentro de Arte Textil Mexicano)
Original es un encuentro de arte textil mexicano, fundado en 2021 por el Gobierno de México en respuesta a la serie de plagios a diseños tradicionales, para promover el comercio ético y el reconocimiento justo. El encuentro cuenta con espacios de venta, foros, conversatorios, capacitaciones y pasarelas.
Las pasarelas se transmiten por Canal 22.

## Ediciones

### 2021
La primera edición se llevó a cabo del 18 al 21 de noviembre de 2021 participaron 273 personas artesanas.
Se realizaron giras de documentación, en 56 municipios de 24 estados, visitando talleres de 120 personas artesanas, que desfilaron en las pasarelas.

### 2022
En 2022 participaron alrededor de mil personas artesanas de todo el país, con casi 500 estands. Hubo siete pasarelas con piezas de 179 creadoras. Se visitaron 122 comunidades de origen.

### 2023
En noviembre de 2023 el festival tuvo la participación de más de 1000 artesanas, contó con presupuesto de 55 millones de pesos. En esta edición se organizaron 78 capacitaciones Original 2023 en seis nodos regionales: Baja California, Guerrero, Jalisco, Oaxaca, Chiapas y Tlaxcala, con una participación de 500 personas artesanas.

## Consejo asesor
El Consejo asesor está integrado por Adelfo Regino, director general del Instituto Nacional de los Pueblos Indígenas; Ana Terán, escritora; Hilan Cruz Cruz, artesano de textiles elaborados en telar de cintura y bordado a mano; Francisca Palafox, artesana de textiles hechos en telar de cintura con hilos de algodón; Carla Fernández, diseñadora de moda e historiadora del arte; Carmen Rion, investigadora y diseñadora mexicana de moda contemporánea; Carmen Vázquez, artesana de textiles elaborados en telar de cintura con técnica de gasa y brocado con hilo de artisela; Cecilia Bautista, artesana de textiles y promotora del rescate de técnicas como el rebozo de cuadro y el de diez listas; Cándida Fernández, directora general de Fomento Cultural Banamex; Victorina López Hilario, artesana de textiles elaborados en telar de cintura; Daniela Gremión, antropóloga; Juana Pérez Pascual, artesana de textiles; Luz Valdéz, promotora cultural; Marta Turok Wallace, antropóloga; Remigio Mestas, artesano y promotor del textil oaxaqueño; Rodrigo Flores, coleccionista privado y anticuario; Rosalía Chávez Vázquez, artesana de textiles; Susana Harp, promotora cultural y senadora por el estado de Oaxaca; Alberto López Gómez, artesano de textiles hechos en telar de cintura de la cultura tsotsil; Teresa Lino, artesana de textiles hechos en telar de cintura y teñidos con colorantes naturales; Ignacio Nezahualcóyotl Nava, artesano de textiles tejidos en telar de pedales; Jan Cristhian Mata Ferrer, artesano de textiles mazahuas; Juana Bravo Lázaro, artesana de textiles y rebozos elaborados en telar de cintura; Justino Damiano Domínguez, diseñador, comercializa piezas textiles con los bordados de Acatlán; Miguel Sosme, antropólogo social; Nancy Ignacia Carvajal García, artesana de textiles de lana hechos en telar de cintura con tintes naturales; Natividad Estela Zárate, artesana de la seda; Pedro Meza, artesano de textiles de algodón y lana tejidos en telar de cintura con aplicación de brocado; Todos los santos Dolores Villalobos Vigil, artesana de textiles y juguetes; Valentina Torres Molina, artesana de cestería con fibra de torote y textiles; Victorina López Hilario, artesana de textiles elaborados en telar de cintura.